# NGC 4293
NGC 4293 (również PGC 39907 lub UGC 7405) – galaktyka spiralna z poprzeczką (SB0-a), znajdująca się w gwiazdozbiorze Warkocza Bereniki. Odkrył ją William Herschel 14 marca 1784 roku. Jest to galaktyka z aktywnym jądrem typu LINER. Należy do Gromady w Pannie.